# Prins Awin en de twee leeuwewelpjes en andere verhalen
Prins Awin en de twee leeuwewelpjes en andere verhalen is een kinderboek uit 1985. Het is een verzamelwerkje van drie verhalen uit de Hindoestaanse orale verteltraditie van Suriname. Dit boekje kwam tot stand in samenwerking met de Stichting Wetenschappelijke Informatie in Paramaribo. De verhalen zijn opgenomen in het Sarnámi, de moedertaal van de Hindoestanen in Suriname. De Nederlandse bewerking is van de hand van Sita Kishna, de illustraties in het boekje zijn van Soeki Irodikromo.

## Inhoud
Prins Awin en de twee leeuwewelpjes en andere verhalen bestaat uit drie verhalen die al eeuwen tot de Hindoestaanse orale traditie behoren:
1. het titelverhaal Prins Awin en de twee leeuwewelpjes (N.B.: oude spelling). Dit verhaal gaat over de avonturen van Prins Awin en zijn door de duivel bezeten zus Meru. Prins Awin heeft alles voor zijn zus over, maar Meru heeft een complot met de duivel en zij wil hem doden. Gelukkig krijgt Prins Awin hulp van twee leeuwenwelpjes en weet zijn kwade zus en de duivel te verjagen uit het koninkrijk.
2. in De oude vrouw en de krokodil wordt een oude arme vrouw geholpen door een vriendelijke krokodil. Een andere vrouw denkt hier een slaatje uit te slaan maar haar onvriendelijkheid en jaloezie worden bestraft.
3. ten slotte gaat Zet neer de rijstebrij en aai mijn staart over de streken van een sluwe jakhals. Hij steelt het eten van een oude vrouw en haar zoon, maar de zoon weet de jakhals te misleiden en na een aantal stokslagen durft de brutale jakhals niet meer te stelen.

In de drie verhalen zitten veel mythische elementen en moralistische boodschappen. Daarnaast heeft de jakhals in Zet neer de rijstebrij en aai mijn staart eenzelfde soort functie als de sluwe vos Reynaert in de Europese middeleeuwse verhalentraditie, de coyote in de verhalentraditie van Noord-Amerika en de spin Anansi in de Afrikaanse en Caraïbische verhalencultuur.

## Vertellers
Het boekje kwam in 1985 uit. De Stichting Wetenschappelijke Informatie stelde vast dat de traditie van het vertellen van volksverhalen langzaam aan het verdwijnen was. De televisie, het boek en de computer begonnen steeds meer terrein te winnen. Zij vond het dan ook belangrijk dat volksverhalen die in Suriname werden verteld, opgetekend werden en op deze manier beschikbaar en bewaard zouden worden voor de gehele Surinaamse gemeenschap. 
Dat het extra belangrijk was om de verhalen op te schrijven en te publiceren werd nog duidelijker toen bleek dat twee van de drie vertellers van de verhalen uit Prins Awin en de twee leeuwewelpjes en andere verhalen nog vóór de publicatie van het kinderboekje kwamen te overlijden. 
De vertellers waren:
- Harisingh Narain. Hij was geboren in Paramaribo en de zoon van een Indiase immigrant. Het verhaal dat Narain vertelde had oorspronkelijk geen naam, maar werd door de samenstellers van het boekje Prins Awin en de twee leeuwewelpjes genoemd. Hij overleed in januari 1985.

- Soekdai Mantoorni werd geboren in het district Commewijne, en overleed kort voor publicatie van het boekje in mei 1985. Mantoorni was de verteller van het verhaal De oude vrouw en de krokodil. Zij kende dit verhaal al vanaf haar jeugd, haar moeder vertelde het haar.

- Hendrik Sovan (geb. 1956 in Commewijne) vertelde het verhaal Zet neer de rijstebrij en aai mijn staart, dat hem werd verteld door een oude man in zijn geboorteplaats.

De drie vertellers, allen van Hindoestaanse afkomst en (destijds) wonend in Suriname, hebben hun verhaal in hun moedertaal Sarnámi verteld, en hiervan heeft Sita Kishna een vrije Nederlandse interpretatie gegeven. Dit omdat volgens haar een letterlijke vertaling van het Sarnámi naar het Nederlands een erg houterige tekst opleverde. Er werd besloten stukken tekst te wijzigen, aan te passen en concessies te doen aan de taal. De geest van het originele verhaal is in de Nederlandse tekst wel gehandhaafd. De verhalen die in het Sarnámi zijn opgenomen zijn echter het meest oorspronkelijk gebleven.  